# Kaltwasserimmersion

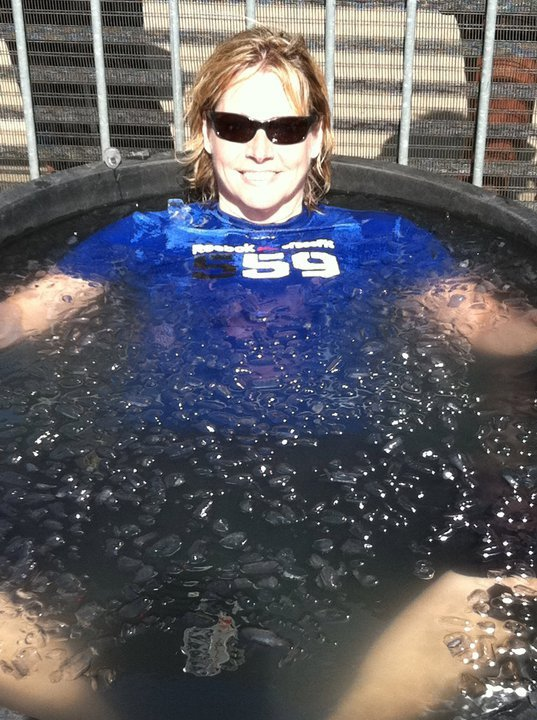
Gewichtheberin Karyn S. Marshall im Kaltwasserbad als Teil ihres Trainingsprogramms

Die Kaltwasserimmersion (abgekürzt KWI, auch als Eiswasserimmersion bezeichnet) ist eine kältetherapeutische Maßnahme, die zur Regeneration von Muskeln nach sportlichen Höchstleistungen angewendet wird. Die beanspruchten Muskelpartien bzw. Gliedmaßen werden dabei für 5 bis maximal 20 Minuten in auf 12 bis 15 Grad Celsius temperiertes, bisweilen auch kälteres, Wasser getaucht. Dies führt im Anschluss zu einer verstärkten Durchblutung der Muskeln und folglich zu erhöhter Zufuhr von Nährstoffen und Abfuhr von Stoffwechselabfallprodukten, was unter anderem die Regenerationsdauer der Muskeln verkürzen und Muskelkater (DOMS, delayed-onset muscle soreness) vorbeugen oder vermindern soll.

## Anwendung
Insbesondere bei Leichtathleten, Schwimmern oder Fußballern, die bei großen Sportveranstaltungen wie Olympischen Spielen oder Weltmeisterschaften in relativ kurzer Folge Wettkämpfe bzw. Spiele bestreiten müssen, wird diese Behandlung seit mehreren Jahren durchgeführt. Die Methode gelangte aus den USA nach Europa. Vorher wurde die Muskelregeneration nur mit annähernd körperwarmem Wasser im sogenannten „Entmüdungsbecken“ durchgeführt. Die Behandlung erfolgt dabei nach dem Training oder dem Wettkampf mehrfach-kurzzeitig entweder noch am gleichen Tag oder an mehreren aufeinander folgenden Tagen.

## Wirksamkeit
Allgemein gilt, dass eine Wirksamkeit der Kaltwasserimmersion nur nach körperlicher Betätigung zu erwarten ist, bei der eine starke mechanische Belastung der Muskeln und mithin eine Schädigung des Muskelgewebes (EIMD, exercise-induced muscle damage) auftraten (bspw. durch intensives Krafttraining), nicht aber nach langzeitiger körperlicher Betätigung, die in erster Linie Ausdauer erfordert oder trainieren soll. Ferner wird eine Anwendung vor allem auch bei solchen Sportarten als generell sinnvoll erachtet, bei denen es in Wettkampf und Training regelmäßig zu physischem Kontakt und/oder zur Verletzung von Weichgewebe kommt. Unklar ist jedoch, welche Behandlungsdauern bei welchen Temperaturen optimal sind (wobei anzunehmen ist, dass die optimale Behandlung jeweils sportart- und/oder trainingsspezifisch ist), ob durch die Behandlung überhaupt statistisch signifikante Effekte auftreten und inwieweit es sich dabei um psychologische Effekte (Placebo-Effekt) handeln könnte.
Der deutsche Sportwissenschaftler Arnd Krüger zitiert 2011 zwei Studien, in denen die Kaltwasserimmersion mit dem traditionellen Warmwasserbad im Entmüdungsbecken anhand der Leistungen und der Ermüdungserscheinungen von entsprechend behandelten Fußballspielern während eines Turniers verglichen wurde. Dabei waren sowohl die Leistungen der mit Kaltwasserimmersion behandelten Spieler hochsignifikant besser als auch die Ermüdungserscheinungen hochsignifikant geringer. Eine Auswertung von 17 Studien mit insgesamt 366 Teilnehmern durch die Cochrane Collaboration (2012) ergab Anhaltspunkte dafür, dass Kaltwasserimmersion tatsächlich wirksam gegen Muskelkater sein könnte, allerdings wurde die Qualität der Studien insgesamt als niedrig eingestuft: Mögliche Komplikationen seien nicht ausreichend berücksichtigt worden und vergleichende Daten zu anderen Behandlungsmethoden seien nur begrenzt verfügbar.

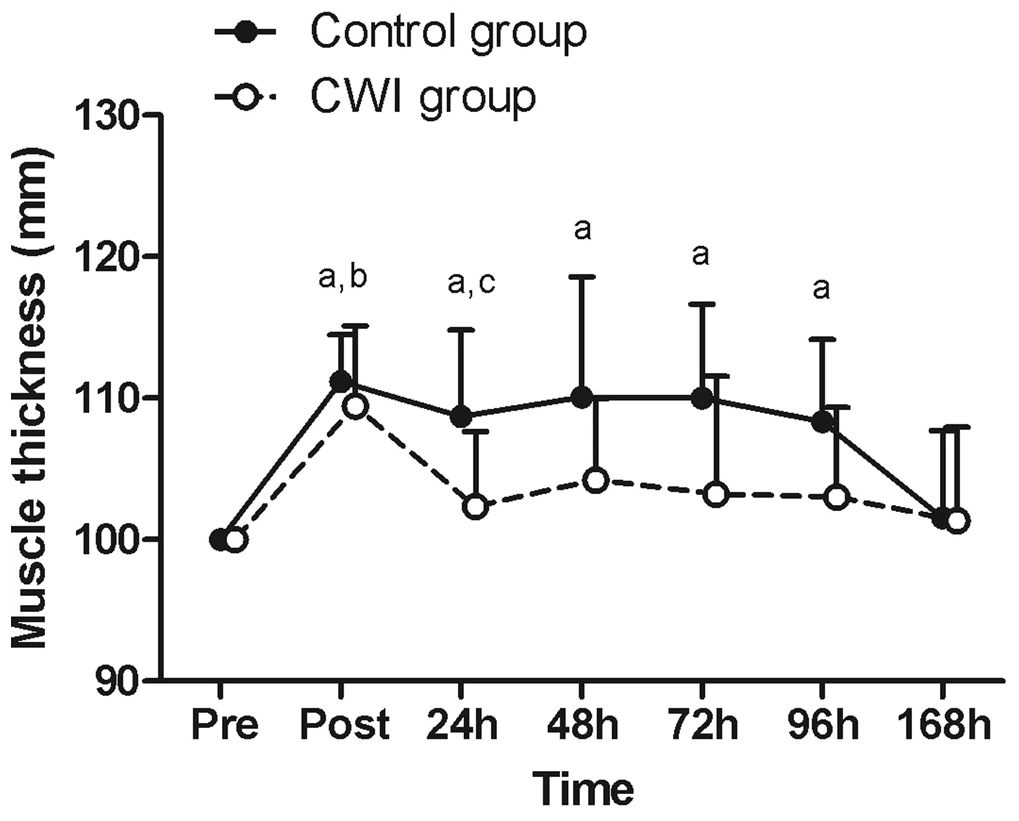
Im Rahmen einer Studie festgestellter signifikanter Effekt der KWI auf Muskelschwellung infolge starker Beanspruchung: während bei den Probanden, die KWI erhielten, der Muskel bereits nach 24 Stunden wieder weitgehend abgeschwollen war, war dies bei der Kontrollgruppe erst nach 168 Stunden der Fall.

In einer randomisierten Blindstudie mit 50 Teilnehmern, die den Effekt der KWI auf das Auftreten von Muskelkater infolge von Oberschenkel-Krafttraining untersuchte, führte eine zehnminütige Anwendung bei 6 Grad Celsius zum besten Ergebnis, allerdings waren die Unterschiede zu den Kontrollgruppen nicht statistisch signifikant.
Auch neuere Untersuchungen zeichnen ein uneinheitliches Bild. So ergab eine unverblindete Studie an 17- bis 20-jährigen Nachwuchsfußballern des tunesischen Erstligavereins Jeunesse Sportive Kairouanaise, dass diese beim und unmittelbar nach dem zweiten von zwei 1000-Meter-Läufen bessere Zeiten erzielten bzw. eine höhere Sauerstoffsättigung in den Muskeln und eine geringere Herzfrequenz aufwiesen, wenn sie zwischen den Läufen eine 10-minütige Kaltwasserimmersion (11 bis 12 Grad Celsius) erhielten. Andere Studien kamen hingegen zu dem Ergebnis, dass wiederholte Kaltwasserimmersionen (10 Grad Celsius für 20 Minuten) zwar Muskelschädigung und Muskelkater, die durch starke mechanische Beanspruchung (in der Studie erzielt durch eine Art Hockstrecksprung-Übung) hervorgerufen wurden, abschwächen könnten, aber keine Auswirkung auf die (als Reaktion des Körpers auf die Überbeanspruchung der Muskeln erfolgende) systemische Entzündung und die Wiederherstellung der Leistungsfähigkeit der Muskeln hätten, oder dass weder Ganzkörperkryotherapie noch Kaltwasserimmersion (10 Grad Celsius für 10 Minuten) während der Erholungsphase nach intensivem Krafttraining zu besseren Ergebnissen als eine Behandlung mit Placebo (in Form einer Maisstärke-Tablette, die als BCAA-Präparat ausgegeben wurde) führe.

## Trivia
Unter der Bezeichnung „Eistonne“ wurde die Kaltwasserimmersion vor allem durch einen Ausspruch des Fußballers Per Mertesacker während eines Interviews nach dem kräftezehrenden Achtelfinalspiel der deutschen Nationalmannschaft bei der Weltmeisterschaft 2014 bekannt.